# George Gervin
George Gervin (ur. 27 kwietnia 1952 w Detroit) – amerykański koszykarz, rzucający obrońca. Członek Basketball Hall of Fame. Koszykarz nosił przydomek 'The Iceman' z racji swojego spokojnego, „lodowego” zachowania na boisku.
Gervin uczęszczał do szkoły średniej im. Martin Luther Kinga. Będąc w ostatniej klasie liceum notował średnio 31 punktów oraz 20 zbiórek na mecz. Poprowadził wtedy swoją szkolną drużynę do stanowych ćwierćfinałów mistrzostw szkół średnich.
Po zdaniu matury rozpoczął studia na uczelni Long Beach State, gdzie otrzymał stypendium  sportowe, aby móc występować pod skrzydłami legendarnego trenera Jerry’ego Tarkaniana. Szok kulturowy jakiego doznał spowodował jednak, że źle się tam czuł i powrócił do domu jeszcze przed zakończeniem pierwszego semestru. Po niedługiej przerwie podjął dalszą edukację, tym razem na Eastern Michigan University w Ypsilanti. Jako drugoroczniak notował tam średnio 29,5 punktu na mecz (1971/1972). Podczas jednego ze spotkań turnieju Division II w Evansville, (Indiana), Gervin uderzył zawodnika uczelni Roanoke za co został zawieszony na następny sezon, a w rezultacie ostatecznie wyrzucony z drużyny. Z tego powodu nie otrzymał nominacji do kadry na zbliżającą się wtedy olimpiadę oraz igrzyska panamerykańskie.
Po usunięciu z uczelni Gervin występował krótko w lidze EBA (Eastern Basketball Association) dla zespołu Pontiac (Michigan) Chaparrals. To właśnie tam został wypatrzony przez Johnny’ego Kerra, skuta z zespołu Virginia Squires, występującego w lidze ABA. Kerr podpisał z nim roczny kontrakt, opiewający na sumę $40000. W ten sposób Gervin trafił na zawodowe parkiety.
W Virginia Squires (1972-1973) występował obok Juliusa Ervinga. W 1974 roku zmienił barwy klubowe i przeszedł do San Antonio Spurs. 2 lata później Spurs dołączyli do NBA, a Gervin stał się jedną z największych gwiazd tej ligi. W San Antonio grał do 1985, sezon 1985/86 spędził w Chicago Bulls, gdzie na parkiecie występował wspólnie z Michaelem Jordanem. Po epizodzie w Chicago wyjechał do Europy, gdzie grał we Włoszech i Hiszpanii. Uchodzi za jednego z najlepszych strzelców w historii NBA - był czterokrotnie liderem tej klasyfikacji.
9 kwietnia 1978 roku ustanowił rekord sezonu zasadniczego NBA, zdobywając 33 punkty w trakcie jednej kwarty (2) spotkania.
W sezonach 1977/1978 i 1978/1979 zajął drugie miejsce w głosowaniu na MVP fazy zasadniczej.
Dziewięciokrotnie brał udział w meczu gwiazd NBA (MVP w 1980), a w 1996 roku znalazł się wśród 50 najlepszych graczy występujących kiedykolwiek w NBA.
W NBA występował również jego młodszy brat – Derrick.

## Osiągnięcia

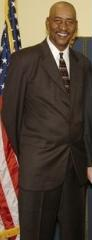
George Gervin (2008)

### NCAA
- Zaliczony do Akademickiej Galerii Sław Koszykówki (2006)[12]

### ABA
- Uczestnik:
  - meczu gwiazd ABA (1974–1976)[13]
  - konkursu wsadów ABA (1976)
- Zaliczony do:
  - I składu debiutantów ABA (1973)[14]
  - II składu ABA (1975, 1976)[15]
  - składu najlepszych zawodników w historii ligi ABA (ABA's All-Time Team - 1997)[16]
- Lider play-off w średniej zdobytych punktów (1975)[17]

### NBA
- MVP meczu gwiazd NBA (1980)[18]
- Uczestnik meczu gwiazd:
  - NBA (1977–1985)[19]
  - legend NBA (1991–1993)[20]
- Wybrany do:
  - I składu NBA (1978–1982)[21]
  - II składu NBA (1977, 1983)[21]
  - składu 50 najlepszych zawodników w historii NBA (NBA’s 50th Anniversary All-Time Team - 1996)[10]
  - składu najlepszych zawodników w historii NBA, wybranego z okazji obchodów 75-lecia istnienia ligi (2021)[22]
  - Koszykarskiej Galerii Sław (Naismith Memorial Basketball Hall Of Fame - 1996)[23]
- Lider:
  - strzelców sezonu zasadniczego (1978–1980, 1982)[24]
  - play-off w średniej zdobytych punktów (1978–1982)[17]
- Zawodnik:
  - miesiąca NBA (styczeń 1980)[25]
  - tygodnia NBA (27.01.1980, 6.12.1981, 3.01.1982, 7.03.1982)[26]
- Klub San Antonio Spurs zastrzegł należący do niego w numer 44[27]